# 카를로 비 오티
카를로 비 오티 (이탈리아어: Carlo Biotti, 1901년 ~ 1977년) 이탈리아 스포츠 감독으로 AC 밀란 이탈리아 축구 클럽의 이사회 및 관리 위원으로 활동하고있다. 카를로 비 오티카를로 비 오티도 이탈리아 판사였으며 밀라노 법원의 대법원장과 대법원 판사였다. 두 아들이 있었는데, 공증인 Fausto Biotti와 Johnny Biotti이다. 손자는 Paolo Biotti로, 협회 활동에 적극적인 변호사이다.

당시 카를로 비오티 판사는 밀라노 법원의 첫 형사부를 주재했으며, 이는 이탈리아의 재판관이자 모든 이탈리아 치안판사를 위한 참고 자료였다.

## 서지
- Almanacco illustrato del Milan, vol.2, Panini, march 2005
- Piergiorgio Bellocchio, Al di sotto della mischia: satire e saggi, libri Scheiwiller ISBN 8876445447
- Aldo Giannuli, Bombe a inchiostro, RCS Libri, Milan, 2008
- Camilla Cederna, Una finestra sulla strage, il Saggiatore, 2009
- Rendiconti - Istituto lombardo, Accademia di scienze e lettere, 1969